# Спасовска скупштина у Крагујевцу (1837)
Скупштина у Крагујевцу је одржана 28. маја 1837.

## Спасовска скупштина у Крагујевцу 1837. године
Пореска реформа коју је Кнез Милош пред ранијим скупштинама наговештавао у својим беседама била је проведена. Са утврђеним личним порезом на годину од 6 талира, 2 и по дуката, a на по године по три талира, један дукат и четири цванцике, изједначене су све пореске личности, без обзира на њихово имовно и привредно стање. Нови систем, дакле, није био правичан; против њега су се чули исувише чести и тешки протести; опозиција против Кнеза Милоша која је све више јачала, и која ће напослетку да дође до свог пуног израза у уставобранитељакој борби, много се користила тим неправичним разрезом пореза. Да би завео бољи порески систем, Кнез Милош је завео низ мера које су значиле стварну олакшицу, па је стога за Спасовдан, 28. маја 1837, сазвао народну скупшгину у Крагујевац.
Скупштина је отворена беседом Кнеза Милоша. Кнез обавештава скупштину о мерама које је предузео да се порески систем поново ревидира. Да би се спречиле злоупотребе, Милош је решио да се данак разрезује по количини земље: ко има више земље, тај нека више даје; који мање земље има, на тога ће спасти да мање плаћа. Земља ће се поделити на три класе, према квалитету. По томе систему, каже Кнез Милош, плаћа се пореза у свим државама европским. Напослетку је Милош тражио од скупштине да му преко Савета одговори:
- 1 је ли истина да се у народу говори да је народу данак тежак, или то само ленштине и битанге говоре?;
- 2 ако се тако заиста говори, питам, по чему је народу тај данак тежак?;
- 3 како би се могло учинити лепим начином да данак буде лакши?

Својом адресом, којом је скупштина износила своје жеље, скупштина је одговорила 30. маја:
- 1 да и скупштина жели правичнији разрез пореза;
- 2 да ће настојати да се убудуће порез правичније разрезује, и да сваки према своме стању буде правично распоређен;
- 3 скупштини није познато да ко у народу протура гласове о томе како је народу порез тежак.

Учесници ове скупштине, према позиву за њен састанак, били су сви архијереји; из сваког округа по два свештеника; сви војни командаити, од сваког „исправничества" по један члан, и то старији; из народа 216 кметова a из сваког места у коме се налази Окружни суд по два кмета; и, напослетку и сви „свињарски трговци отечества".